# Fort Reliance (Yukon)

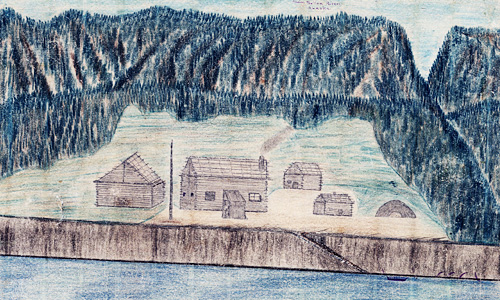
Skizze des Forts von 1884

Fort Reliance war ein 1874 gegründeter und bis 1886 bestehender Handelsposten in den kanadischen Nordwestterritorien bzw. dem späteren Yukon. Obwohl das Fort sich auf kanadischem Gebiet befand, gehörte es der in Alaska tätigen, in den Vereinigten Staaten ansässigen Alaska Commercial Company. Das Fort entstand zugleich im Gebiet der Hän, der später als Tr’ondek Hwech’in First Nation bezeichneten athapaskischen Gruppe beim später gegründeten Dawson. Der Posten befand sich 10 km unterhalb der Einmündung des Klondike in den Yukon River, wo zwei Jahrzehnte später der Klondike-Goldrausch ausgelöst wurde, gegenüber dem Han-Dorf Jutl’à’ K’ät (Nuklako). Sowohl Sixtymile als auch Fortymile River wurden nach ihrer Entfernung in Meilen von Fort Reliance benannt.

## Geschichte
Jack McQuesten, einer der ersten nichtindianischen Händler, Fallensteller und Goldsucher im Yukon, kam 1873 in das Gebiet. Dies hing damit zusammen, dass die Briten, die in Fort Yukon saßen, das mit dem Kauf Alaskas durch die USA plötzlich auf amerikanischem Gebiet lag, die dortigen Posten 1869 verlassen mussten. Moses Mercier, der ebenfalls aus Fort Yukon hatte abziehen müssen, gründete einen ersten kleinen Handelsposten namens Belle Isle am linken Ufer des Yukon, in der Nähe des späteren Eagle, und damit bereits im Gebiet der Han. Er arbeitete für die Western Fur and Trading Company, wechselte jedoch ab 1881/82 zur besagten konkurrierenden Alaska Commercial Company (ACC). Nach einem sehr kalten Winter ging McQuesten im nächsten Jahr nach St. Michael und unterzeichnete einen Vertrag mit der ACC. Für sie reiste er in einer Gruppe von sieben Männern, eine Reise, während der er seine spätere Frau kennen lernte. Unter den Männern war auch François Mercer und Frank Bonfield, die gleichfalls für die ACC arbeiteten.
Einer der Han-Häuptlinge namens Catsah (Gah ts'at) hatte auf die Gründung eines Forts in seinem Gebiet gedrängt, das 1874 eröffnet wurde. 1877 oder 1878 musste der Posten jedoch geräumt werden, da es – nach amerikanischen Quellen nach einem Tabakdiebstahl – zu Feindseligkeiten kam. Nach der Räumung des Forts kam es zu einer Tragödie. In den verlassenen Räumen befanden sich Überreste von Fett, das zur Bekämpfung von Mäusen mit Arsenik vermischt worden war. Drei Frauen vergifteten sich damit, eine von ihnen, eine 16-jährige Blinde, starb sogar daran. McQuesten und Catsah einigten sich auf Kompensationen. McQuesten eröffnete den Posten bereits 1878 wieder und die Han leisteten Kompensationen für den Tabak.
Zusammen mit Frank Barnfield errichtete er eine Hütte, wobei die beiden Männer einige der Han zum Fällen und Tragen der Bäume engagierten. Andere jagten für sie. An dem neuen Handelsposten trafen sich Han, Upper Tanana und Northern Tutchone. Die Han profitierten dabei von der Konkurrenz der Handelsgesellschaften. Schon 1883 endete diese für sie vorteilhafte Situation jedoch, als die Alaska Commercial Company ihren Rivalen übernahm.
McQuesten blieb als einziger der Erbauer länger, nämlich zwölf Jahre, bis der Posten 1886 aufgegeben wurde, weil Goldfunde am Stewart River den Pelzhandel zu unattraktiv für die meisten Händler und Fallensteller machten. Vorbeifahrende Dampfschiffe auf dem Yukon – McQuesten hatte selbst eines geführt – nutzten das Holz zur Befeuerung ihrer Maschinen, so dass heute nur noch wenige Artefakte auf das einstige Fort hindeuten.
Archäologische Untersuchungen führten zu dem Ergebnis, dass die Fläche des Haupthauses bei genau 29,4 × 20,4 Fuß lag, das Haus also kaum 70 m² Grundfläche aufwies. McQuesten schlief in einem Raum unter dem Dach, den er über eine Außenleiter erreichte. 1877 stürzte McQuesten von der Leiter und brach sich eine Rippe.
Ed und Star Jones führten 1967 eine Schulexkursion nach Fort Reliance, wo sie einige Glasperlen fanden. Zu den Teilnehmern gehörte Jack Hunston, der 1973 und 1976 genauere Untersuchungen durchführte. Seine Funde erhielt das Canadian Museum of Civilization unter dessen Federführung eine archäologische Kampagne durchgeführt wurde.
Die Auswirkungen des Goldrausches auf die traditionelle Landnutzung, das Siedlungsmuster sowie die Wirtschaft der Tr’ondek Hwech’in First Nation und die Erinnerung an das damit verbundene Leid, die Enteignung und Marginalisierung der indigenen Bevölkerung wird von der UNESCO als schützenswert betrachtet. Im Jahr 2023 erklärte die UNESCO deshalb während der 45. Session des Welterbekomitee in Riad ein etwa 1,5 ha großes Gebiet in Fort Reliance sowie sieben weitere mit der Geschichte der Tr’ondek Hwech’in und dem Goldrausch verbundene Gebiete (Ch’ëdähdëk (Forty Mile), Ch’ëdähdëk Tth’än K’et (Dënezhu Friedhof), Fort Cudahy und Fort Constantine, Tr’ochëk, Dawson City, Jëjik Dhä Dënezhu Kek’it (Moosehide), Tthe Zrąy Kek’ìt (Black City)) mit einer Fläche von insgesamt etwa 335 ha unter dem Titel Tr’ondëk-Klondike zum Weltkulturerbe.